# Steinhorst (Delbrück)
Steinhorst is een plaats in het noorden van de Duitse gemeente Delbrück, deelstaat Noordrijn-Westfalen, en telde 823 inwoners per 31 december 2019.

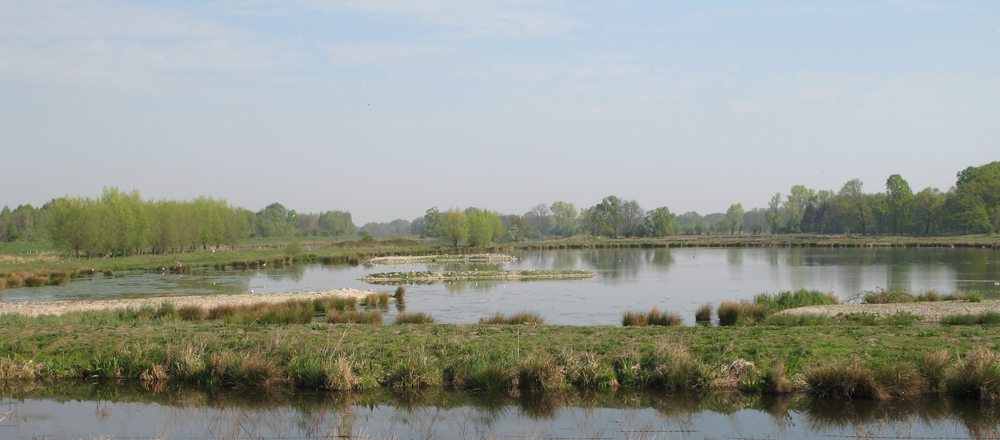
Natuurgebied Steinhorster Becken
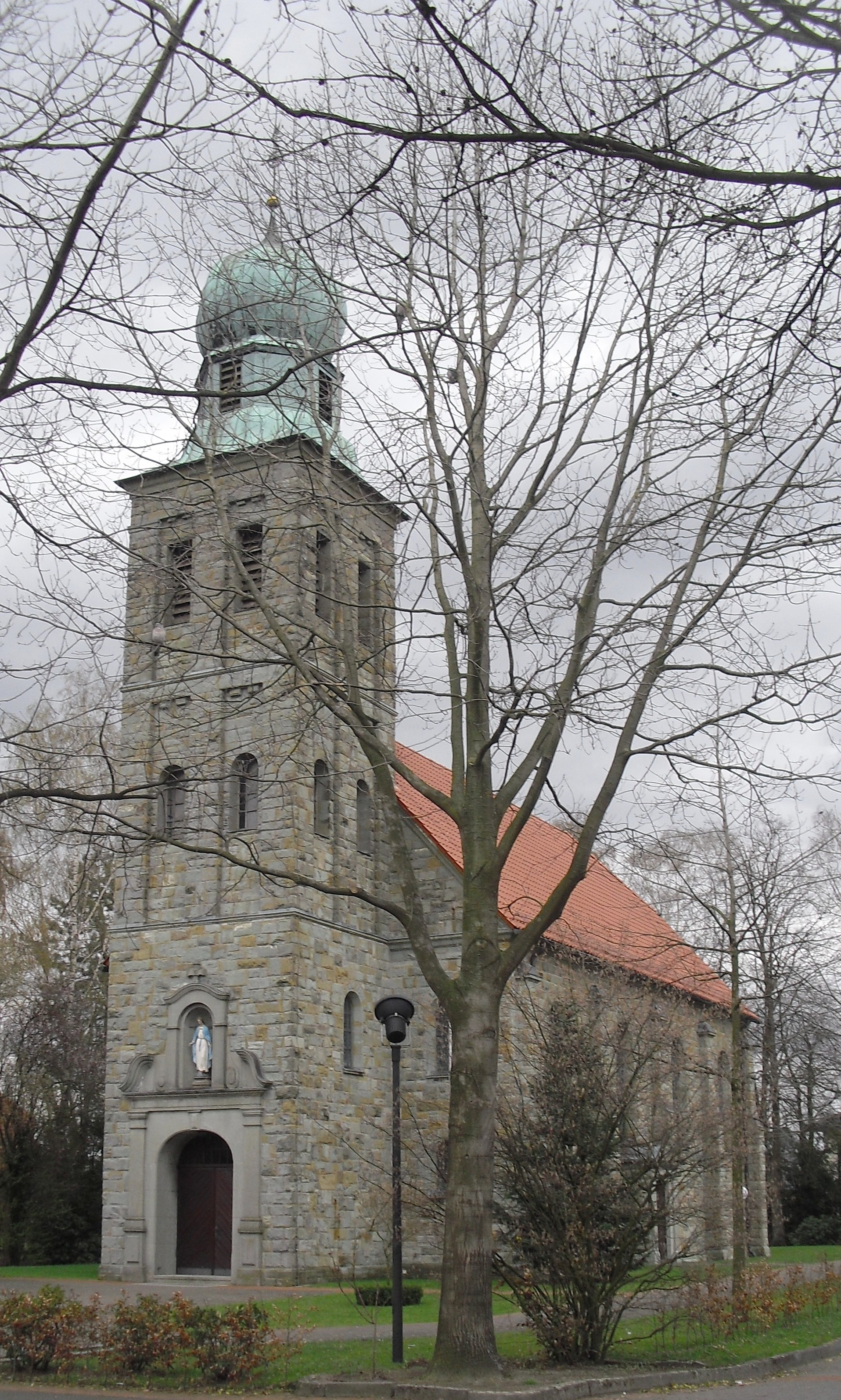
R.K. Onze-Lieve-Vrouwekerk

De enige bezienswaardigheid van betekenis is het om zijn vogelrijkdom befaamde 83 hectare grote natuurreservaat (wetlandgebied) Steinhorster Becken, nabij de rivier de Eems.